# Ljubljanski grad
Het Kasteel van Ljubljana (Sloveens: Ljubljanski grad) is een middeleeuws architecturaal monument, staande op de Kasteelheuvel (Sloveens: Grajski grič) in het midden van de stad Ljubljana, de hoofdstad van Slovenië.

## Geschiedenis
Opgravingen bewijzen dat de heuvel al gefortificeerd was in de tijd van de Kelten en de Illyriërs, en dat de Romeinen er een militaire post hadden. Het begin van het middeleeuwse kasteel gaat terug naar de 9e eeuw, alhoewel de bouw voor het eerste werd genoemd in 1144. Toentertijd was het de zetel van de heerser van de provincie, Spanheim, die er zelfs zijn eigen munten sloeg. De huidige vorm werd bereikt na de aardbeving van 1511 en met verdere renovaties in het begin van de 17e eeuw. Het kasteel werd bewoond door de provinciale heersers tot de eerste decennia van de 17e eeuw. Later werd het een eenvoudig garnizoen en provinciale gevangenis. In 1905 kocht de stad Ljubljana onder burgemeester Ivan Hribar het kasteel in verval over van de overheid, die het kasteel liet bestuderen en restaureren.
De laatste renovatie van het kasteel is met de opening van de Kazematehal op 26 januari 2024 compleet. De twee bruidssuites, de toren, de kapel en de cafetaria zijn open voor de bezoekers, terwijl de rest van het gereconstrueerde pand normaal gesproken wordt gebruikt voor optredens, tentoonstellingen en sociale functies.

## Kabelspoorweg
Sinds 2006 loopt er een kabelspoorweg vanaf Krekov Trg naar het kasteel.

## Galerij

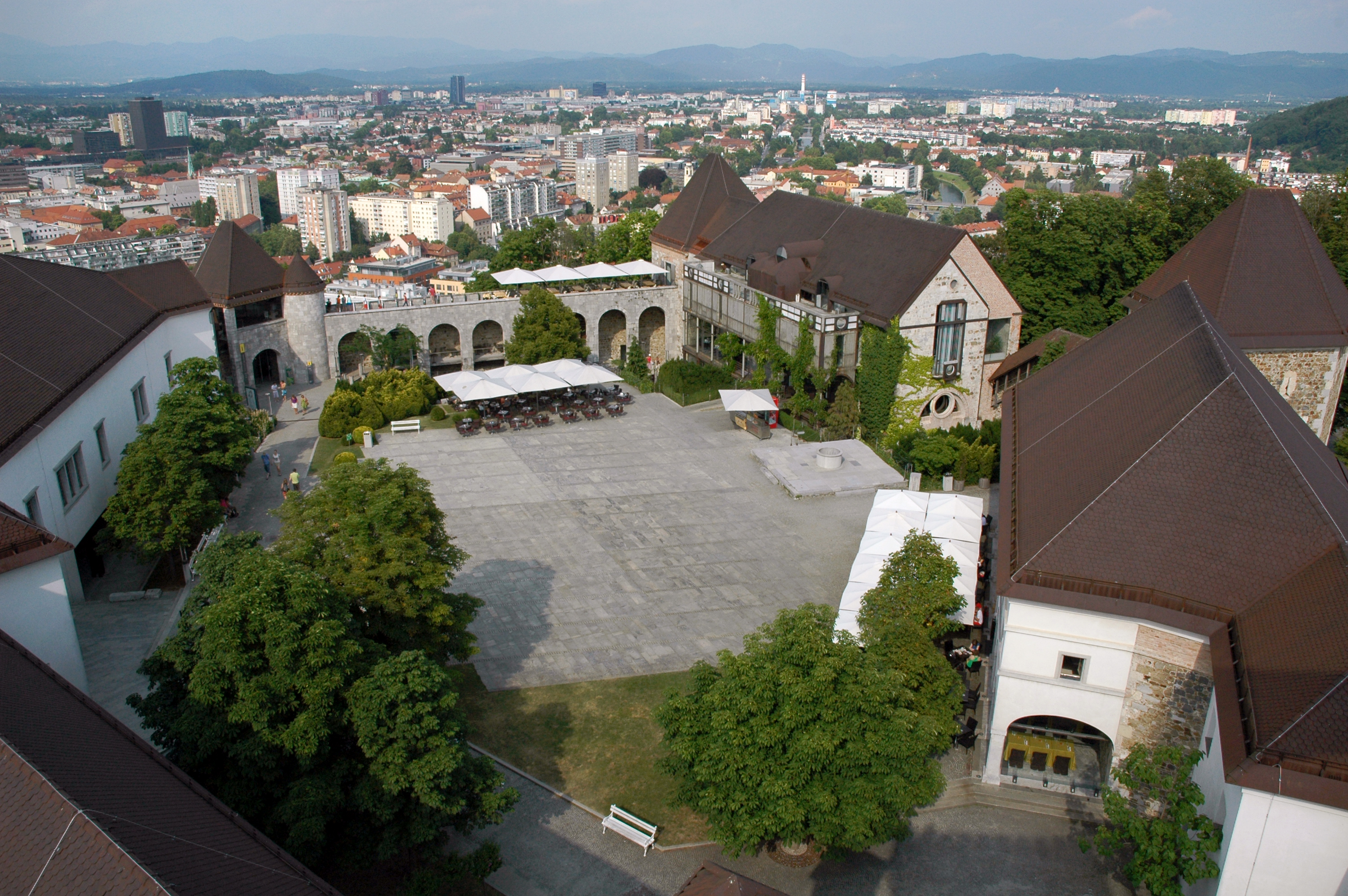
Binnenplaats
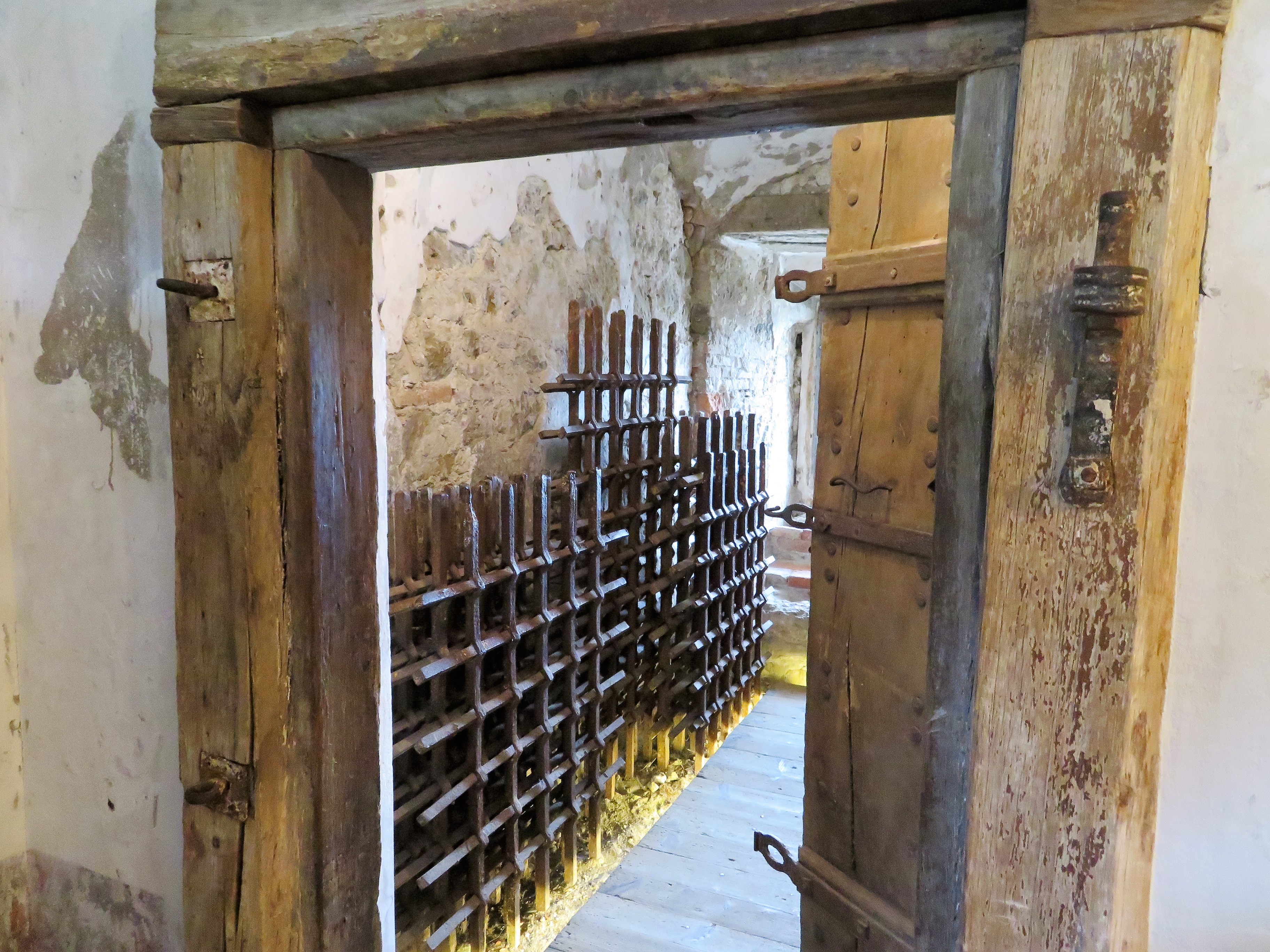
Gevangeniscel
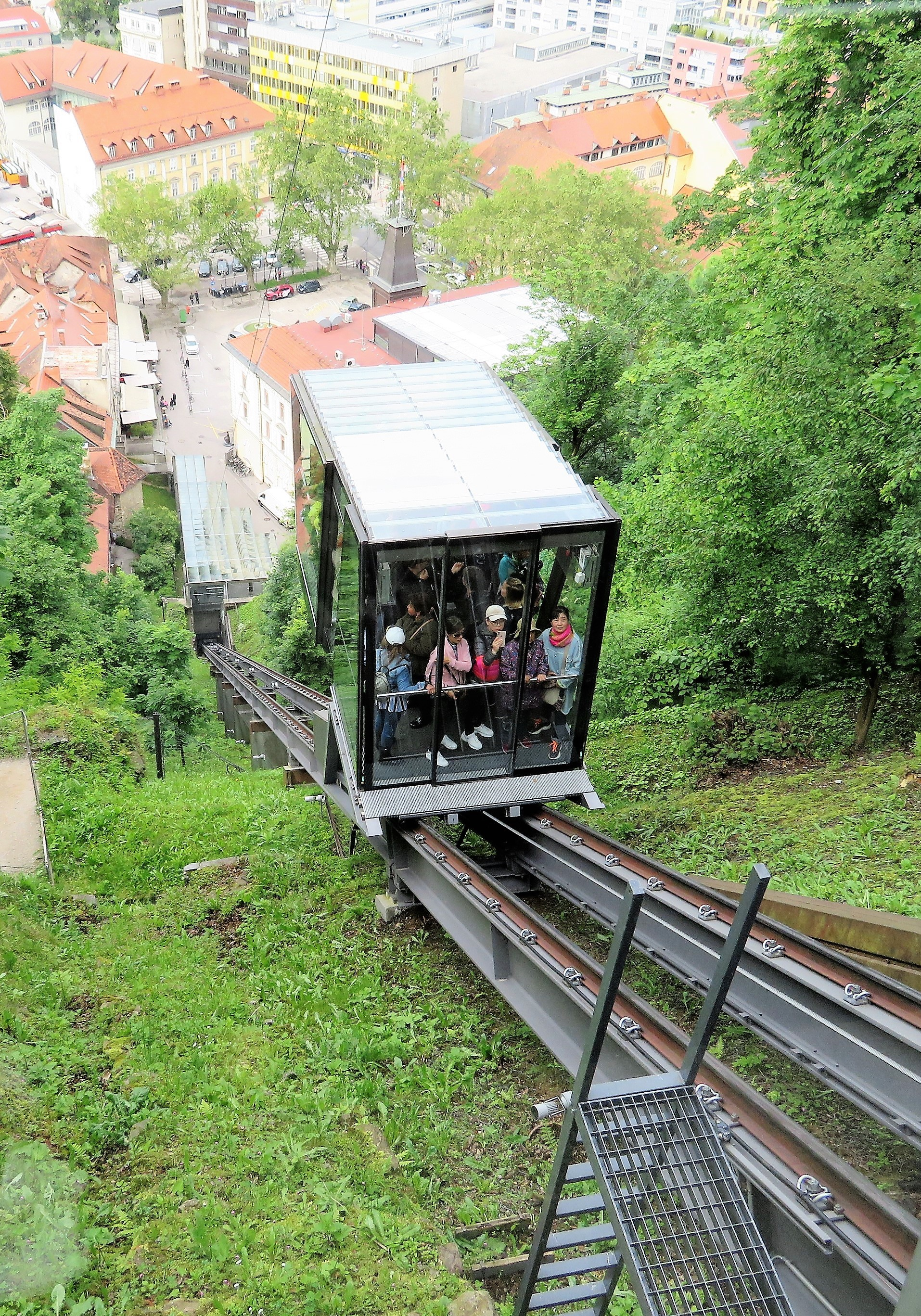
Kabelspoorweg
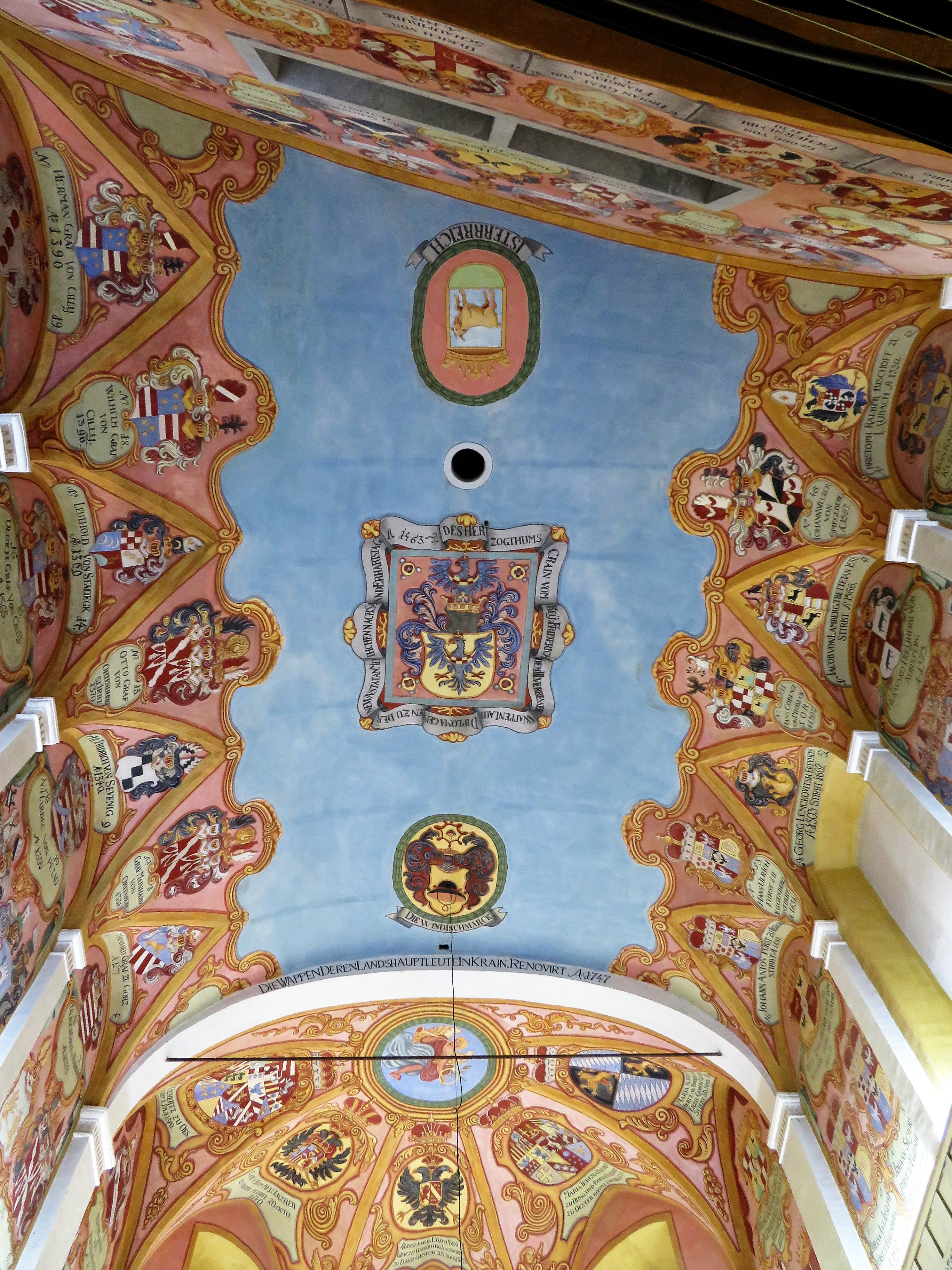
Plafond van de kapel
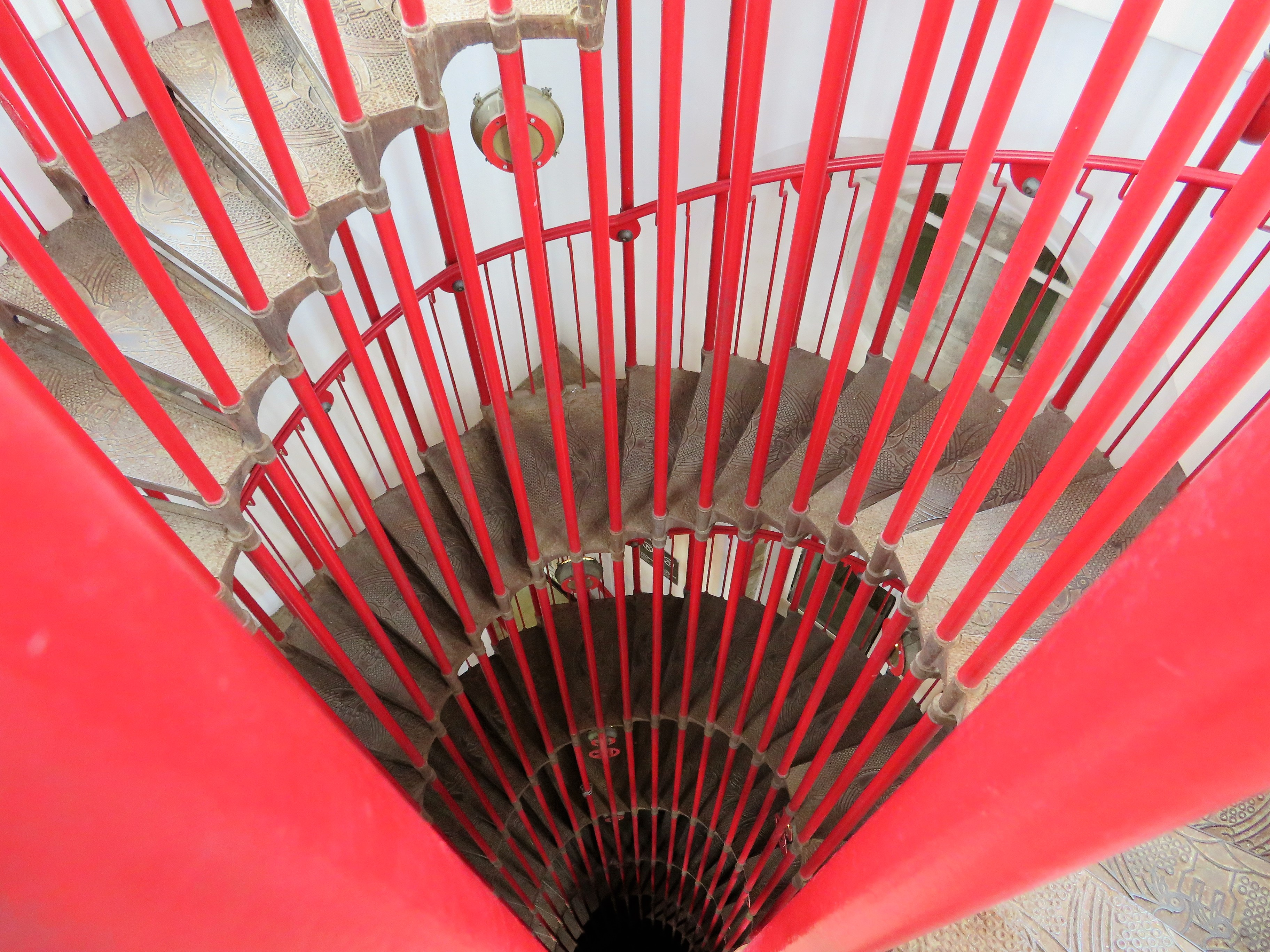
Trappenhuis in de toren